# Convergència Democràtica de la Franja
Convergència Democràtica de la Franja - Partit Demòcrata Europeu de la Franja en Catalán (en español: Convergencia Democrática de la Franja - Partido Demócrata Europeo de la Franja) es un partido político de ámbito en la Franja de Aragón creado el 7 de febrero de 2009, segregado del partido Alternativa Cívica (AlCivi), formación política local de Fraga. Es un partido satélite de Convergència Democràtica de Catalunya - Partido Demócrata Europeo Catalán, aunque jurídicamente posee personalidad diferenciada. Su secretaria general adjunta, Marta Canales, formó parte de la lista de CDC a las elecciones al Parlamento Europeo en 2009.
Los objetivos declarados del partido son: la defensa y promoción del catalán en la Franja, y potenciar la infraestructura, servicios sociales y economía del Aragón catalanófono, todo ello desde una óptica cultural catalanista. Se ha mostrado en contra de la Ley de Lenguas de Aragón de 2013, en la cual se hacía alusión al catalán bajo la denominación lengua aragonesa propia del área oriental y considera que tal ley se basa en el anticatalanismo.
En las elecciones municipales de 2011 obtuvo 4 concejales y la alcaldía de Puente de Montañana. En las mismas elecciones obtuvo el 7,8% de los votos en Arén, el 16% en Sopeira, el 2,29% en Benabarre y el 3,28% en Fraga.

## Resultados electorales

### Elecciones municipales Aragón
| Elecciones | Votos | % (en Huesca) | Concejales |
| ---------- | ----- | ------------- | ---------- |
| 2011       | 281   | 0,24          | 3          |